# Frontière balkanique
Pour plus de détails, voir Fiche technique et Distribution.
Frontière balkanique (Балканский рубеж, Balkanskiy rubej) est un film de guerre russe d'Andreï Volguine dont la sortie en Russie a eu lieu le 12 mars 2018,. Ce film traite de la prise de l'aéroport de Pristina du 12 juin 1999 par un détachement de parachutistes russes à la fin de la guerre de l'OTAN contre la Yougoslavie, durant la guerre du Kosovo.

## Synopsis
L'histoire présentée dans le film montre les forces spéciales russes aux prises avec des bandes armées albanaises, menées par le chef de guerre Smuk. Ces bandes se livrent au vol, au trafic d'organe, au meurtre de masse et au génocide envers la population (serbe). L'officier de renseignement Aslan-Bek Evkhoev et le parachutiste mercenaire Andrey Chatalov dirigent le groupe d'intervention chargé de prendre l'aéroport et de délivrer les prisonniers serbes, dont fait partie Jasna Blagojevic, amour de Chatalov.

## Fiche technique
Sauf indication contraire, les informations mentionnées dans cette section peuvent être confirmées par la base de données cinématographiques IMDb,  présente dans la section « Liens externes ».
- Titre français : Frontière balkanique ou La Frontière des Balkans[3]
- Titre original russe : Балканский рубеж, Balkanskiy rubej
- Titre serbe : Балканска међа, Balkanska međa
- Réalisation : Andreï Volguine
- Scénario : Ivan Naoumov
- Producteurs : Gocha Koutsenko, Vassil Schwez, Olga Pankova, Vadim Birkine
- Société de production : Archangel Studios
- Pays d'origine :  Russie,  Serbie
- Langues de tournage : russe, serbe
- Format : Couleurs - 35 mm
- Genre : action, guerre
- Durée : 130 minutes
- Budget : 230 millions de roubles[4]
- Date de sortie : 21 mars 2019
  - Russie, Serbie, Kazakhstan, Biélorussie : 21 mars 2019
  - France : 2 août 2019 (en VàD)[5]
- Classification :
  - France : Déconseillé aux moins de 16 ans à la télévision

## Distribution
- Anton Pampouchny : Andreï Chatalov
- Gocha Koutsenko : Bek
- Miloš Biković : Vuk Majevski
- Milena Radulović : Jasna Blagojevic
- Gojko Mitić : Goran Milic
- Ravchana Kourkova : Vera

## Tournage
Ce film a été tourné dans les Balkans et en Russie, et présente le point de vue russo-serbe du conflit.
Le film a été déprogrammé dans la ville de Bujanovac, en Serbie, qui abrite une communauté albanaise. Cette annulation a provoqué un tollé dans le pays.

## L'opération
Ce film relate de manière très romancée l'intervention d'un détachement de 200 soldats russes, faisant partie de la Force de stabilisation de l'OTAN en Bosnie, menant sur demande du gouvernement russe une opération spéciale à la fin de la guerre du Kossovo à l'aéroport de Slatina situé à 15 kilomètres au sud-ouest de Pristina. Le but est de prendre l'aéroport avant les forces de la Force pour le Kosovo, sous l'égide de l'OTAN. Si la prise de l'aéroport est réussie, les forces russes sont encerclées par celles de l'OTAN, et le pont aérien souhaité par la Russie pour maintenir sa prise est bloqué par les refus des pays avoisinants de laisser passer son aviation, à tel point que les troupes de l'OTAN doivent ravitailler le détachement russe. L'occupation russe cesse quelques mois après, à la suite d'un accord entre les parties, redonnant à l'aéroport son caractère civil. 